# Shangela
Chantaize Darius Jeremy Pierce, lepiej znany pod pseudonimem scenicznym Shangela Laquifa Wadley lub Shangela (ur. 22 listopada 1981) – amerykański drag queen, najbardziej znany z udziału w programie RuPaul’s Drag Race, a także celebrytą i aktorem.
Shangela była pierwszą uczestniczką wyeliminowaną w drugim sezonie, a następnie wróciła jako niespodzianka w trzecim sezonie, zajmując szóste miejsce. Ponownie pojawiła się w trzecim sezonie RuPaul’s Drag Race All Stars, gdzie zajęła wspólnie trzecie/czwarte miejsce wraz ze zwyciężczynią pierwszego sezonu, BeBe Zahara Benet. Shangela wystąpiła również w kilku programach telewizyjnych i regularnie występuje w Stanach Zjednoczonych i Kanadzie.
Po Drag Race, Shangela pojawiła się w wielu serialach telewizyjnych, takich jak Community (2011), Dwie spłukane dziewczyny (2012), Glee (2012), Bones (2014), Z Archiwum X (2016) i Broad City (2019). Wystąpiła także w komedii Hurricane Bianca (2016), jej sequelu Hurricane Bianca: From Russia with Hate (2018) oraz w musicalu dramatycznym A Star is Born (2018). W 2019 roku, reprezentując A Star is Born na 91. ceremonii wręczenia Oscarów, stała się pierwszą drag queen, która przeszła po czerwonym dywanie Oscarów w pełnej charakteryzacji drag. Od 2020 roku Shangela współprowadzi reality show HBO We’re Here, wraz z innymi uczestnikami Drag Race: Bobem the Drag Queen i Eureką O’Hara. Program spotkał się z aprobatą.
3 maja 2023 roku Pierce został oskarżony o gwałt w pozwie złożonym w Sądzie Najwyższym w Los Angeles. Były asystent produkcji show We’re Here oskarżył Pierce’a o dostarczanie mu alkoholu i napaść seksualną. 18 marca 2024 roku artykuł Rolling Stone opisał pięć kolejnych domniemanych przypadków napaści seksualnej, które miały miejsce w latach 2012–2018.

## Biografia

### Dzieciństwo
Pierce urodził się w hrabstwie Lamar w Teksasie i dorastał w Paris w Teksasie jako jedyne dziecko Debry Sue Pierce (ur. 1959), pracownicy Armii Stanów Zjednoczonych, która często podróżowała z racji swojej pracy. Jest osobą birasową i ma saudyjskie pochodzenie ze strony ojca. Rodzice rozstali się, gdy był jeszcze młody, a jego ojciec wrócił do Arabii Saudyjskiej. W związku z tym Pierce był wychowywany przez samotną matkę i jej dużą rodzinę należącą do Południowej Konwencji Baptystycznej, w tym dziadka, który pracował jako kowboj na ranczu z bydłem. Jego dziadek zmarł w 2000 roku. W szkole średniej był cheerleaderem i zaczął przebierać się w drag na potrzeby kreatywnych projektów na zajęcia z języka angielskiego.

### Początki kariery
Shangela pojawiła się jako drag persona Pierce’a w styczniu 2009 roku. Pierce przygotował choreografię do trzyosobowego występu do piosenki Single Ladies na imprezę charytatywną w Los Angeles, a kiedy jeden z wykonawców odwołał udział, pozostałe dwie osoby poprosiły ją o zastąpienie go. Promotor klubu był tak zachwycony występem Shangeli, że zaproponował jej kolejny występ na następny tydzień. W 2010 roku Shangela została koronowana na pierwszym konkursie California Entertainer of the Year.

### RuPaul’s Drag Race
Po pięciu miesiącach występów w Los Angeles, Shangela została uczestniczką drugiego sezonu RuPaul’s Drag Race, ale odpadła w pierwszym odcinku. Później ponownie zgłosiła się na przesłuchanie i została zaproszona do udziału w trzecim sezonie, gdzie dotarła do pierwszej piątki (chociaż zajęła szóste miejsce, ponieważ Carmen Carrera wróciła do programu w jednym z późniejszych odcinków). Pojawiła się także gościnnie w premierze czwartego sezonu oraz w odcinku Snatch Game drugiego sezonu All Stars.
Shangela ponownie wzięła udział w trzecim sezonie RuPaul’s Drag Race: All Stars, stając się pierwszą drag queen, która wystąpiła w trzech różnych sezonach programu. Dotarła do finału sezonu i była uważana za faworytkę do korony, ale kontrowersyjnie została wyeliminowana, otrzymując tylko jeden głos od Thorgy Thor w jury złożonym z wcześniej wyeliminowanych uczestniczek. Ostatecznie zajęła wspólnie trzecie/czwarte miejsce ze zwyciężczynią pierwszego sezonu, Bebe Zahara Benet.
Shangela wystąpiła także w specjalnym telewizyjnym odcinku RuPaul's Drag Race Holi-slay Spectacular. W czerwcu 2019 roku panel sędziów z czasopisma New York umieścił Shangelę na drugim miejscu na liście „najpotężniejszych drag queens w Ameryce”, która obejmowała 100 byłych uczestniczek RuPaul’s Drag Race.

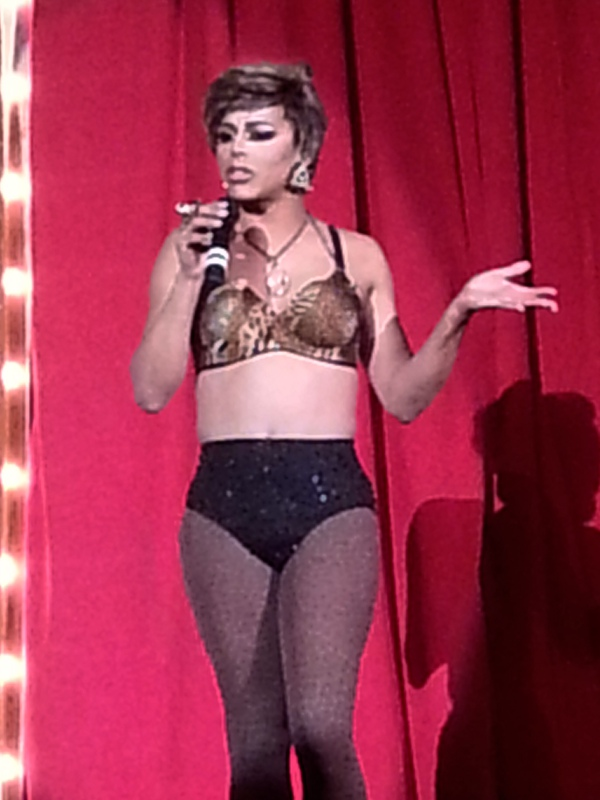
Stand-up Pierca jako Laquifa w Castro Theatre, 2014

### Inne produkcje filmowe i telewizyjne
Shangela pojawiła się w programie Toddlers & Tiaras, gdzie pomagała swojej 9-letniej chrześniaczce w przygotowaniach do konkursu piękności. Inne jej występy obejmują epizody w serialach Glee, Bones, Community, Terriers, Dance Moms, Dwie spłukane dziewczyny, Detroit 1-8-7 i Mentalista, a także w reklamie Orbitz z innymi uczestnikami RuPaul’s Drag Race: Manilą Luzon i Carmen Carrerą. Shangela oraz inne uczestniczki RuPaul’s Drag Race, w tym Trixie Mattel, Tammie Brown i Manila Luzon, pojawiły się w kampanii Agencji Żywności i Leków przeciwko paleniu.
Pierce miał rolę niezwiązaną z drag w krótkim filmie Body of a Barbie (2011), który był emitowany na BET i był jednym z siedmiu finalistów w serii Lens on Talent tej stacji. W 2013 roku Shangela wystąpiła w reklamie Facebook Home.
Była jedną z trzydziestu drag queen występujących w występie Miley Cyrus na MTV Video Music Awards w 2015 roku.
Shangela zagrała w komedii Hurricane Bianca z 2016 roku, wyreżyserowanej przez Matta Kugelmana i z udziałem innych uczestniczek Drag Race, Bianki Del Rio i Willam Belli. Powróciła do tej roli w sequelu z 2018 roku, Hurricane Bianca: From Russia with Hate.
W 2018 roku była komentatorką amerykańskiej wersji Konkursu Piosenki Eurowizji, który odbył się w Lizbonie, wraz z Rossem Mathewsem dla Logo TV. W tym samym roku zagrała rolę drag queen konferansjerki w filmie Narodziny Gwiazdy, u boku Lady Gagi, Bradleya Coopera i Willam Belli.
8 września 2022 roku ogłoszono, że Shangela będzie uczestniczyć w 31. sezonie Dancing with the Stars. Jej partnerem był Gleb Savchenko. Shangela i Savchenko dotarli do finału programu, zajmując czwarte miejsce.

### We’re Here
Od 2020 roku, Shangela współprowadzi program We're Here na HBO wraz z innymi uczestnikami Drag Race: Bobem the Drag Queen i Eureką O’Harą. Podróżują one wspólnie po Stanach Zjednoczonych, aby rekrutować mieszkańców małych miasteczek do udziału w jednorazowych występach drag. Po premierze 23 kwietnia 2020 roku, seria została przedłużona na drugi sezon, który miał premierę 11 października 2021 roku. W grudniu 2021 roku seria została przedłużona na trzeci sezon. Program spotkał się z aprobatą. Został przedłużony na czwarty sezon, ale z nową obsadą (Priyanka, Jaida Essence Hall i Sasha Velour).

### Muzyka
23 sierpnia 2011 roku Shangela wydała swój pierwszy singiel Call Me Laquifa. Jej drugi singiel, Werqin’ Girl, został wydany 7 sierpnia 2012 roku. W teledysku do Werqin’ Girl wystąpiły Abby Lee Miller, Jenifer Lewis i Yara Sofia. 15 marca 2018 roku, w dniu finału All Stars 3, Shangela wydała nowy singiel zatytułowany Pay Me, w którym wystąpił producent Ryan Skyy.
W 2013 roku Shangela pojawiła się w teledysku Gone With the Wind Fabulous Kenyi Moore. W 2018 roku Shangela wystąpiła zarówno wokalnie, jak i w teledysku do Doll Hairs, singla wydanego przez Todricka Halla jako część jego albumu Forbidden.
W 2019 roku piosenkarka Ariana Grande wykorzystała głos Shangeli w utworze NASA ze swojego piątego albumu studyjnego Thank U, Next.

### Inne przedsięwzięcia

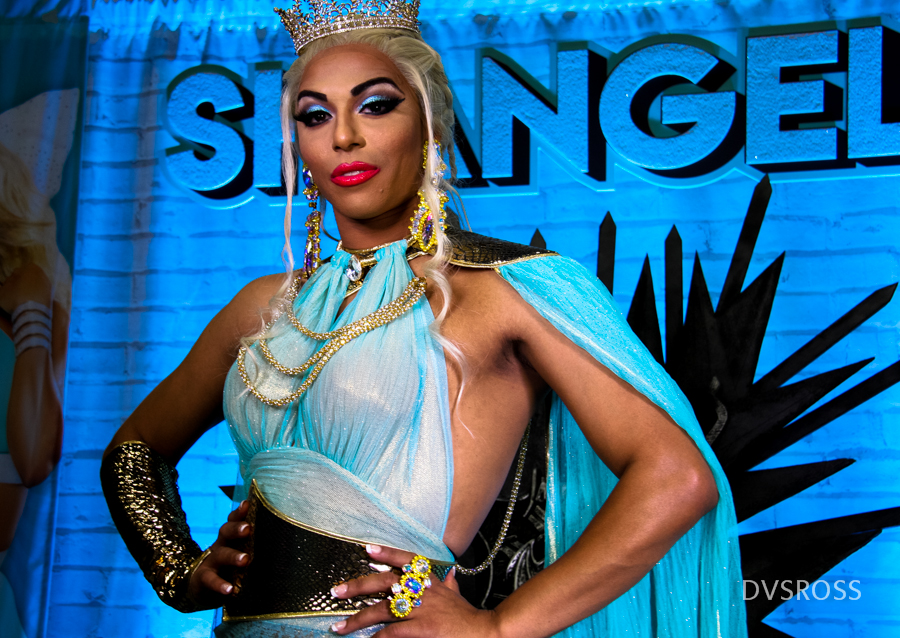
Shangela podczas RuPaul DragCon 2018

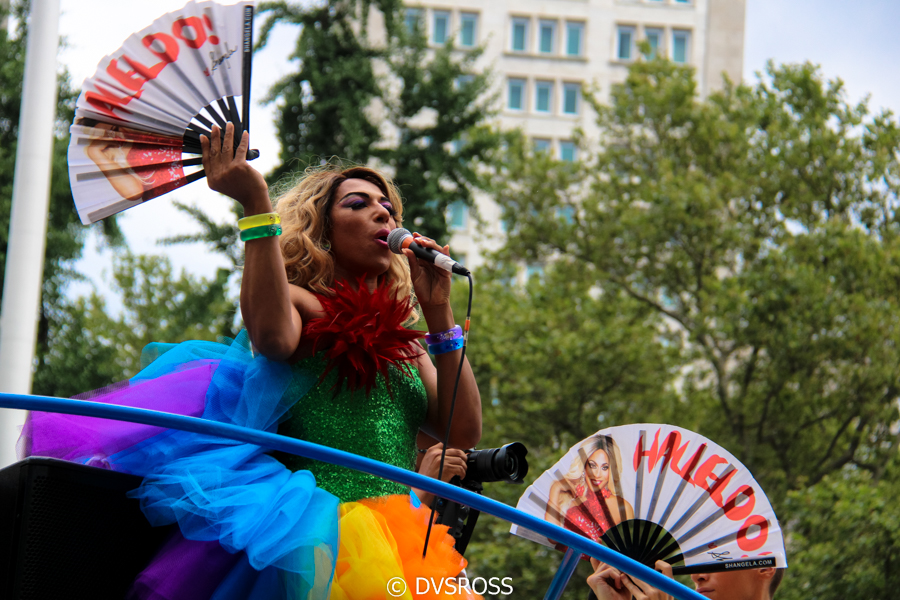
Shangela podczas New York Pride 50, 2019

Shangela jest znana ze swojego powiedzenia Halleloo, które Los Angeles Times uznało za jedno z Topowych Wyrażeń 2010 roku, które padły w telewizji. Komediowa persona Shangeli to Laquifa, która zyskała popularność podczas ósmego odcinka trzeciego sezonu RuPaul’s Drag Race, w którym wygrała konkurs Ru Ha Ha. Od czasu uczestnictwa w Drag Race, Shangela występowała jako Laquifa w One Night Stand Up! w Logo oraz w Drag Queens of Comedy obok Lady Bunny, Jackie Beat i Coco Peru, a także w tournee Werq the World razem z innymi uczestniczkami Drag Race, gdzie była również dyrektorem kreatywnym.
W 2014 roku Shangela uruchomiła Say What Entertainment, agencję talentów i zarządzania w showbiznesie.
Shangela została wyróżniona jako jedna z Najbardziej Przekonujących Osób 2011 roku przez magazyn Out.
Pierce również aktywnie działa na rzecz świadomości o AIDS i aktywizmu LGBT. Po wystąpieniu w reklamie Gilead Sciences zatytułowanej Red Ribbon Runway z innymi gwiazdami Drag Race (Carmen Carrera, Delta Work, Manila Luzon i Alexis Mateo), sukienka, którą Shangela miała na sobie, została wystawiona na aukcję przez Logo z okazji Światowego Dnia AIDS. Dochody z aukcji zostały przekazane National Association of People with AIDS. 14 sierpnia 2013 roku Shangela wraz z innymi gwiazdami Drag Race (Detox, Morgan McMichaels, Courtney Act, Willam Belli i Raven), wystąpiła w teledysku do utworu Lady Gagi Applause.
W czerwcu 2020 roku Pierce nawiązał współpracę z Actors Fund of America w celu stworzenia Feed the Queens, charytatywnej organizacji na rzecz pomocy osobom występującym jako drag queen, które straciły pracę z powodu pandemii COVID-19.
Shangela jest jedną z najbardziej śledzonych w mediach społecznościowych uczestników Drag Race i do października 2021 roku zgromadziła ponad 1,5 miliona obserwujących na Instagramie.

### Życie prywatne
Pierce jest gejem i ma mieszane pochodzenie: afroamerykańskie i saudyjskie. Od ponad dekady mieszka w piwnicy przy basenie Jenifer Lewis w Los Angeles.

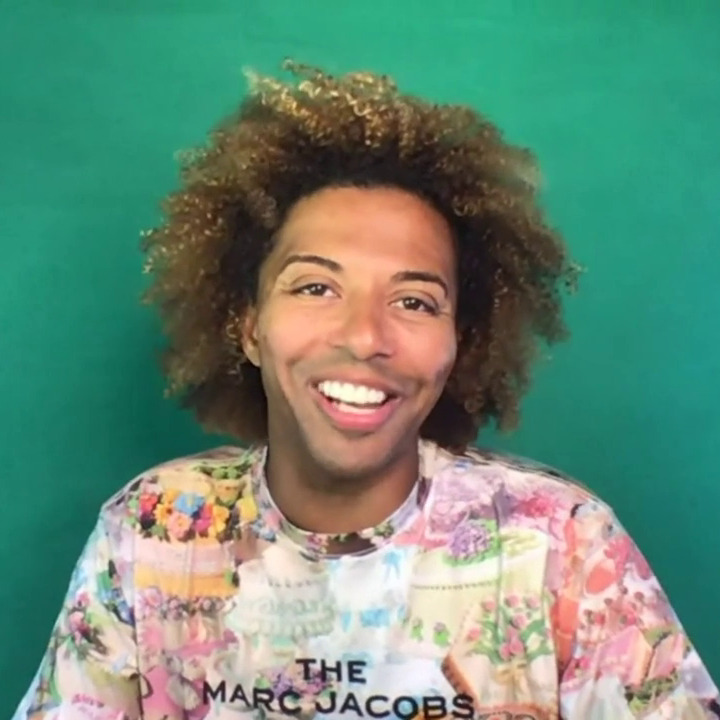
Pierce w 2020 roku

### Oskarżenia o gwałt
3 maja 2023 roku Pierce został oskarżony o gwałt w pozwie złożonym w Sądzie Najwyższym Los Angeles. Były asystent produkcji programu We’re Here, Daniel McGarrigle, oskarżył Pierce’a o podanie mu alkoholu i napaść seksualną. Pierce zaprzecza zarzutom zawartym w pozwie. Współoskarżona firma Buckingham Television wydała oświadczenie, że przeprowadziła śledztwo i uznała, że nie ma wystarczających dowodów, aby poprzeć oskarżenia.
Podczas mediacji 16 stycznia 2024 roku McGarrigle wycofał pozew przeciwko Pierce’owi; strony osiągnęły ugodę w lutym.
18 marca 2024 roku w artykule Rolling Stone szczegółowo opisano pięć kolejnych rzekomych przypadków napaści seksualnej, które miały miejsce w latach 2012–2018.

## Nagrody i nominacje
| Rok  | Organ przyznający nagrody | Kategoria                           | Udział     | Rezultat | Źródło |
| ---- | ------------------------- | ----------------------------------- | ---------- | -------- | ------ |
| 2018 | WOWIE Awards              | Najlepsza Kreacja Czerwonego Dywanu | Osobiście  | Wygrana  | [ 60 ] |
| 2019 | Queerty Awards            | Drag Royalty                        | Osobiście  | Wygrana  | [ 61 ] |
| 2019 | Shorty Awards             | Najlepsze konto LGBTQ+              | Osobiście  | Wygrana  | [ 62 ] |
| 2021 | Queerty Awards            | Innowator                           | Osobiście  | Wygrana  | [ 63 ] |
| 2023 | Peabody Award             | Rozrywka                            | We’re Here | Wygrana  | [ 64 ] |